# Aníbal Scotti
Annibale Deodato Scotti (Piacenza, 31 de diciembre de 1676-La Granja de San Ildefonso, 1752) fue un diplomático y cortesano italiano, conocido por su servicio a Isabel de Farnesio, segunda mujer de Felipe V de España.

## Biografía
Fue hijo del marqués Fabio Scotti y su esposa y pariente Alessandra Scotti. Por sus padres pertenecía a una importante casa de la nobleza de Piacenza. Su padre era gran mayordomo de Ranucio II, duque de Parma.
Annibale ingreso en el prestigioso seminario de nobles de Parma, regido por la Compañía de Jesús. En este centro, además de la formación clásica habitual en la época, también aprendió música, esgrima, arquitectura o danza.
Finalizados los estudios, pasó a servir en la corte parmense como gentilhombre de cámara del duque Francisco, que reinaba desde 1678. Acompañó a la princesa Isabel de Farnesio, reina de España, en su viaje a España en 1714 en calidad de mayordomo mayor. Posteriormente volvió a Parma, y en 1719, fue enviado a la corte de Luis XV. Después pasó a Madrid, donde el duque de Parma le había encargado convencer al parmesano cardenal Alberoni que actuaba de primer ministro de España, de que volviese a Parma
Annibale consiguió la marcha de Giulio Alberoni, pasando a obtener la confianza de la reina Isabel que lo nombraría su secretario. En este posición tuvo una gran influencia en la cultura artística de la España de su tiempo. Fue juez de los cómicos italianos que actuaban en la villa de Madrid y como tal, tuvo un papel fundamental en la introducción de la ópera en España. Además, desde 1734 en adelante participó en la concepción y construcción del Palacio Real Nuevo o del Palacio de Riofrío, en este último caso junto a Virgilio Rabaglio.
También sería nombrado ayo del cardenal-infante don Luis, cargo al que se añadiría el de mayordomo mayor del infante.
Murió en el Palacio Real de La Granja de San Ildefonso el 8 de febrero de 1752. Fue enterrado en la Real Colegiata anexa al palacio.

## Títulos, órdenes y cargos

### Títulos
- Marqués de Castelbosco
- Grande de España de primera clase.

### Órdenes
- Caballero de la Orden del Toisón de Oro. ( España, 1724)
- Caballero de la Orden de San Jenaro.
- Caballero gran cruz de la Sagrada Orden Militar Constantiniana de San Jorge.
- Caballero de la Orden del Espíritu Santo.
- Caballero de la Orden de San Miguel.

### Cargos
- Ayo del infante Luis de Borbón.